# Козлово (Гнезненський повіт)
Козлово (пол. Kozłowo) — село в Польщі, у гміні Тшемешно Гнезненського повіту Великопольського воєводства.
Населення — 160 осіб (2011).
У 1975-1998 роках село належало до Бидгощського воєводства.

## Демографія
Демографічна структура станом на 31 березня 2011 року:
|          | Загалом | Допрацездатний вік | Працездатний вік | Постпрацездатний вік |
| -------- | ------- | ------------------ | ---------------- | -------------------- |
| Чоловіки | 83      | 25                 | 54               | 4                    |
| Жінки    | 77      | 21                 | 50               | 6                    |
| Разом    | 160     | 46                 | 104              | 10                   |